# Automeris iris
Automeris iris é uma espécie de mariposa do gênero Automeris, da família Saturniidae.
Sua ocorrência foi registrada no México e nos Estados Unidos.

## Subespécies
- A. i. hesselorum (Ferguson, 1972)
- A. i. iris (Walker, 1865)